# Crabrovidia
Crabrovidia (лат.) — род клещей (Hemisarcoptoidea) семейства Winterschmidtiidae из отряда Astigmata. Северная Америка. Около 10 видов. Обнаружены на пчёлах рода Megachile (Hymenoptera). Таксон был установлен в 1941 году советским акарологом Захваткиным на основе видов из состава рода Vidia.
- Crabrovidia utahensis (M.D.Delfinado & Baker, 1976)
  - =Vidia utahensis M.D.Delfinado & Baker, 1976
- Crabrovidia hirsuta (OConnor & Eickwort, 1988) — США (New-Mexico); хозяин: пчела Megachile (Sayapis) fidelis (Hymenoptera)[3]
- Crabrovidia julianii Sevastianov, 1967
  - =Vidia julianii Sevastianov, in Kadzhaya & Sevastianov 1967
- Crabrovidia latimanus (OConnor & Eickwort, 1988) — хозяин: пчела Megachile (Xanthosarus) latimanus (Hymenoptera); Nova-Scotia[3]
- Crabrovidia ninae (Sevastianov, 1967)
  - =Vidia ninae Sevastianov, in Kadzhaya & Sevastianov 1967
- Crabrovidia rubi (OConnor & Eickwort, 1988) — США (Джорджия); хозяин: пчела Megachile (Xeromegachile) rubi (Hymenoptera)[3]
- Crabrovidia texana (OConnor & Eickwort, 1988) — США (Нью-Йорк); хозяин: пчела Megachile (Litomegachile) texana (Hymenoptera)[3]
  - =Vidia texana OConnor & Eickwort, 1988
- Crabrovidia thomasi (Delfinado & Baker, 1976) 
  - =Vidia thomasi Delfinado & Baker, 1976